# 阿尔戈巴县 (阿姆哈拉州)
阿尔戈巴县（英语：Argobba special woreda）是埃塞俄比亚阿姆哈拉州的一个直辖县，县名取自阿尔戈巴人。
根据埃塞俄比亚中央统计局2007年进行的人口普查，该地人口总数为34998人，其中17710人为男性，17,288名妇女。当地最大的两个民族是阿尔戈巴族（95.6%）和阿姆哈拉族（4.3%），其他所有民族占人口的0.1%。当地作为第一语言的使用率为86.21%。96.62%的人是穆斯林，3.31%的人说他们信仰埃塞俄比亚正教。